# Der Tod und das Mädchen (gedicht)
Der Tod und das Mädchen is een Duitstalig gedicht van Matthias Claudius (1740-1815), dat in 1774 in de Göttinger Musenalmanach voor het eerst gepubliceerd werd. 

## Thematiek, vorm en inhoud
Zowel de titel als de inhoud staan in een lange literaire en kunstzinnige traditie. De thematiek vindt haar oorsprong in laatmiddeleeuwse dodendansen, waarin de dood een persoon benadert en vastgrijpt, wat tot een spoedig sterven leidt. De dood werd vaak als prediker en bewaker van de christelijke moraal voorgesteld, die de mens in een dialoog aanspreekt op zijn of haar zonden en ijdelheden. Bovendien herinnert hij de persoon eraan dat de mens sterfelijk is en nooit precies weet wanneer hij zal sterven. Deze memento mori-gedachte zou de lezer of bewonderaar van dodendansen ertoe moeten aanzetten, zijn of haar leven te beteren. Niemand wordt gespaard: alle rangen en standen van paus tot bedelaar, oud en jong, arm of rijk: iedereen wordt door de dood op dezelfde manier behandeld. In typische dodendansen staan vertegenwoordigers van elke rang of stand in een lange rij achter elkaar. Een van deze vertegenwoordigers is het meisje, ook als jonkvrouw of dochter voorkomend. In de tekst van de Großbasler Totentanz in Basel wordt die Jungfrau bijvoorbeeld aangesproken op haar mooie 'rode mond die zal verbleken'. In andere dodendansteksten smeekt het meisje de dood om haar te sparen, bijvoorbeeld omdat ze nog te jong is of omdat ze niet wist van de komst van de dood.
De vorm van en het motief in het gedicht tonen zeer sterke overeenkomsten met die van de laatmiddeleeuwse dodendansen. De inhoud wordt daarentegen gekenmerkt door de pre-romantische Duitse Empfindsamkeit die Claudius aanhing. Hij geldt als een dichter van "innig-religieuze gedichten". Dit uit zich in een doodsbeeld dat niet hard en meedogenloos is, maar juist vriendelijk en persoonlijk. Dit vertaalt zich in Der Tod und das Mädchen in de manier waarop de doodsfiguur ontkent dat hij wild is, zichzelf een vriend noemt en duidelijk vermeldt dat hij, in tegenstelling tot de laatmiddeleeuwse doodsgedachte, geen zonden komt straffen. De laatste zin van de dood kan gezien worden als de empfindsame dood in de puurste vorm: de dood omarmt je, is zacht en lijkt meer op slapen dan op lijden. 

## Tekst en metrische vertaling
| Das Mädchen: Vorüber! Ach, vorüber! Geh wilder Knochenmann! Ich bin noch jung, geh Lieber! Und rühre mich nicht an. Der Tod: Gib deine Hand, du schön und zart Gebild! Bin Freund, und komme nicht zu strafen: Sei gutes Muts! ich bin nicht wild, Sollst sanft in meinen Armen schlafen. | Het meisje: Ga verder! ach, ga verder! Ga, wilde knekelman! Ik ben nog jong, mijn beste! Dus raak mij toch niet aan. De dood: Geef mij je hand, jij mooi en lieflijk kind! Als vriend kom ik, niet om te straffen: Vertrouw mij maar! ik ben niet wild, Zult zacht in bei mijn armen slapen. |